# Slušna percepcija
Slušna percepcija ili psihoakustika je funkcija slušnog sustava percepcija zvuka, ili, točnije, percepcija predmeta i događaja putem zvukova koje oni proizvode (Masterton, 1992.). Zvukovi su vibracije molekula zraka koje podražuju slušni sustav. Ljudi čuju samo molekularne vibracije u rasponu od 20.000 Hz (titraja u sekundi). Amplituda, frekvencija i složenost zvučnog vala percipiraju se kao glasnoća (intenzitet), visina i timbar (boja) zvuka. 
Čisti tonovi (sinusne vibracije) postoje samo u laboratorijima i studijima za snimanje zvuka, dok je u stvarnom životu zvuk uvijek povezan sa složenim obrascem vibracija. Prema jednoj teoriji sluha, smatra se da slušni sustav provodi analizu sličnu Fourierovoj razlažući složene zvukove na njihove komponente. 

## Slušno područje
U slušnom području ne postoji ni jedan glavni slušni put usporediv s retinogenikulo-strijarnim putom vidnog sustava. Umjesto toga postoji mreža slušnih putova. Aksoni svakog slušnog živca prekapčaju se u ipsilateralnoj kohlearnoj jezgri (la. nucleus cochlearis), iz koje brojne projekcije vode do gornjih olivarnih jezgara. Aksoni olivarnih neurona u sklopu lateralnog lemlniskusa odlaze do donjih kolikula (colliculi inferiores), odakle aksoni vode u medijalno koljenasto tijelo (corpus geniculatum mediale) u talamusu. Aksoni stanica iz medijalnog koljenastog tijela odlaze u primarno slušno područje u kori velikog mozga, dok impulsi iz oba uha prenose i u ipsilateralno i u kontralateralno slušno područje korteksa.

## Primarna slušna percepcija
Kod ljudi je primarno slušno područje smješteno u lateralnoj pukotini (fissura lateralis). Okruženo je sekundarnim slušnim područjima. Smatra se da postoji oko šest različitih polja sekundarnog slušnog područja. 
Utvrđena su dva glavna načela organizacije primarnog slušnog područja. Prvo, poput drugih kortikalnih područja, i primarno slušno područje organizirano je u funkcionalne kolumne. Okomito unesena mikroelektroda (tj. mikroelektroda koja je unesena pod pravim kutom na slojeve moždane kore) pokazuje da svi neuroni u jednoj kolumni optimalno reagiraju na zvukove iste frekvencije. Drugo, i primarno slušno područje je, poput pužnice, tonotopno organizirano. Prednji dijelovi slušnog korteksa odgovaraju na više frekvencije, dok stražnji dijelovi odgovaraju na niže frekvencije zvuka.
Malo toga se zna o neuronima u sekundarnom slušnom području jer oni slabo i nekonzistentno odgovaraju na čiste tonove koji se obično koriste u istraživanjima. Rauschecker, Tian i Hauser (1995.) su na osnovi poznatih činjenica o neuronima sekundarnog vidnog područja zaključili da bi proučavanje sekundarnog slušnog područja moglo biti uspješnije kad bi se koristili složeniji podražaji. Neuroni sekundarnog vidnog područja odgovaraju na složene vidne podražaje, ali gotovo uopće ne odgovaraju na svjetlosne točke. Ustanovili su da je dozivanje majmuna bilo efikasnije u aktiviranju neurona u njihovim sekundarnim nego u primarnim slušnim područjima. Stoga se čini da je slušni korteks, poput vidnog, organiziran hijerarhijski.

## Lokalizacija zvuka
Lokalizacija zvuka u prostoru posredovana je aktivnošću lateralnih i medijalnih gornjih olivarnih jezgara, ali na različite načine. Kad se zvuk javi s čovjekove lijeve strane, prvo dopre do lijevog uha i glasniji je u lijevom uhu. Neki neuroni u medijalnim gornjim olivarnim jezgrama odgovaraju na male razlike u vremenu pristizanja signala iz dva uha, dok neuroni u lateralnim gornjim olivarnim jezgrama reagiraju na male razlike u amplitudi zvuka između lijevog i desnog uha. 
Medijalne i lateralne gornje olivarne jezgre projiciraju se kod sisavaca ne samo u donje, već i u gornje kolikule (colliculi superiores). Slojevi gornjih kolikula koji primaju slušne informacije iz olivarnih jezgara organizirani su u skladu s mapom slušnog prostora, za razliku od uobičajene lonotopne organizacije struktura slušnog sustava. Drugi slojevi gornjih kolikula primaju vidne informacije, i organizirani su retinotopno. 
Mnogi istraživači koje je zanimala lokalizacija zvuka proučavali su kukuviju drijemovicu. Ova ptica može lokalizirati zvukove u prostoru bolje od svih drugih životinja čiji je sluh ispitivan. Ona je noćni lovac i mora biti u stanju pronaći poljske miševe samo na osnovi šuškavih zvukova koje ti miševi proizvode u mraku. 
Naizrazitije anatomsko svojstvo je perje oko lica, koje efikasno reflektira visokofrekventne zvukove, što dijelom objašnjava njihovu izuzetnu sposobnost da lokaliziraju izvor zvuka. One lokaliziraju zvuk na vodoravnoj dimenziji (u odnosu na vrh glave) uspoređujući glasnoću zvuka u lijevom i desnom uhu. Sposobnost lokalizacije zvukova na okomitoj dimenziji (pod pravim kutom u odnosu na vrh glave) nije važna za većinu životinja koje žive na tlu, no izuzetno je važna za one koje love iz zraka. Perje oko lica jest ključ njihove sposobnosti lokalizacije zvuka na okomitoj dimenziji. Desno uho im je osjetljivije na zvukove iznad vodoravne ravnine jer je perje s desne strane lagano usmjereno prema gore, dok je lijevo uho osjetljivije na zvukove ispod vodoravne ravnine jer je perje s lijeve strane lagano usmjereno prema dolje. Ta okomita razlika veća je za više frekvencije jer perje efikasnije reflektira visoke frekvencije. Rezultat toga jest da kukuvija drijemovica može locirati zvukove na okomitoj dimenziji usporedbom intenziteta detektiranih u svakom uhu za različite frekvencije od kojih je zvuk sastavljen. Ona ne može u okomi tom prostoru detektirati zvukove koji se sastoje samo od jedne frekvencije, i nije u stanju locirati složene zvukove u okomitom prostoru kad joj se obrije perje oko lica.